# Emmanuel Régent
Pour les articles homonymes, voir Régent.
Emmanuel Régent, né à Nice, est un artiste contemporain français. Il vit à Villefranche-sur-Mer et à Paris.

## Biographie
Diplômé de l'École nationale supérieure des beaux-arts (Ensba) de Paris en 2001, il est le lauréat 2009 du prix Découverte des Amis du Palais de Tokyo, où il expose en 2010. Son travail est régulièrement présenté au sein de galeries et institutions en France et à l'étranger : Fonds régional d'art contemporain Alpes-Côte d'Azur (2014), Palais de Tokyo (2010), Musée d'art moderne et d'art contemporain de Nice (2012) Centre National d'Art Contemporain de la Villa Arson (2011), Centre d'Art Contemporain Château des Adhémar (2012), Galerie Analix Forever (2013), Galerie Sylvia Steinek (2014)…[source secondaire souhaitée]
En 2015, Emmanuel Régent est lauréat de la commande publique pour le Mémorial du camp de Rivesaltes[source secondaire souhaitée], site historique dont l’architecture a été réalisée par Rudy Ricciotti. 
En 2019, avec Julien Discrit et Chloé Quenum, il est finaliste de la bourse Fawu Abroad.

## Œuvre
Emmanuel Régent développe une œuvre qui se compose aussi bien avec des techniques classiques qu'avec des protocoles technologiques de pointe. Connu pour ses dessins, volontairement lacunaires et toujours réalisés au feutre noir et fin, l'artiste développe également une pratique sculpturale et picturale. Ses toiles, titrées Nébuleuses, sont constituées de différentes strates de peintures monochromes qu'il ponce par endroits de façon à révéler les couleurs dissimulées. Il multiplie les possibles d'une production à géométrie variable autour des concepts volontiers opposés de l'absence, de l'effacement, de la prolifération et du recouvrement.
L'œuvre d'Emmanuel Régent joue sur la discrétion et l'effacement et préfère invariablement le peu à l'excès. Ce parti-pris lui permet de créer un art discret qui s'accorde au monde sans outrance.
Emmanuel Régent propose ainsi des manques à compléter par le regard : il s'agit pour lui de « construire des espaces de projections ouverts, des espaces de suppositions, de divagations, de dispersions... », d'imposer des interstices, des rythmes comme des pauses contre l'essoufflement.

## Publications
- 2014 : Pendant qu'il fait encore jour / While It's Still Day, monographie, textes de Rebecca François, Patrice Joly et Rudy Ricciotti, Éd. Somogy
- 2011 : Le temps du territoire, monographie, textes de Théodore Wilson et Claude Parent, Ed. Les Presses du réel
- 2010 : Mes plans sur la comète / Drifting Away, monographie, textes de Daria de Beauvais et Caroline Smulders, Éd. Monographik

## Collections
- Fondazione Rivoli2, Milan
- Musée d'art moderne et d'art contemporain de Nice
- Ville de Vitry-sur-Seine (œuvre en dépôt au MAC/VAL)
- Fonds municipal d'art contemporain de la Ville de Paris
- Fonds régional d'art contemporain de Provence-Alpes-Côte d'Azur
- Museo Ettore Fico, Turin
- Museum Voorlinden, Wassenaar (Pays-Bas)

## Récompense
- prix découverte �des Amis du Palais de Tokyo en 2009[7].

## Galerie

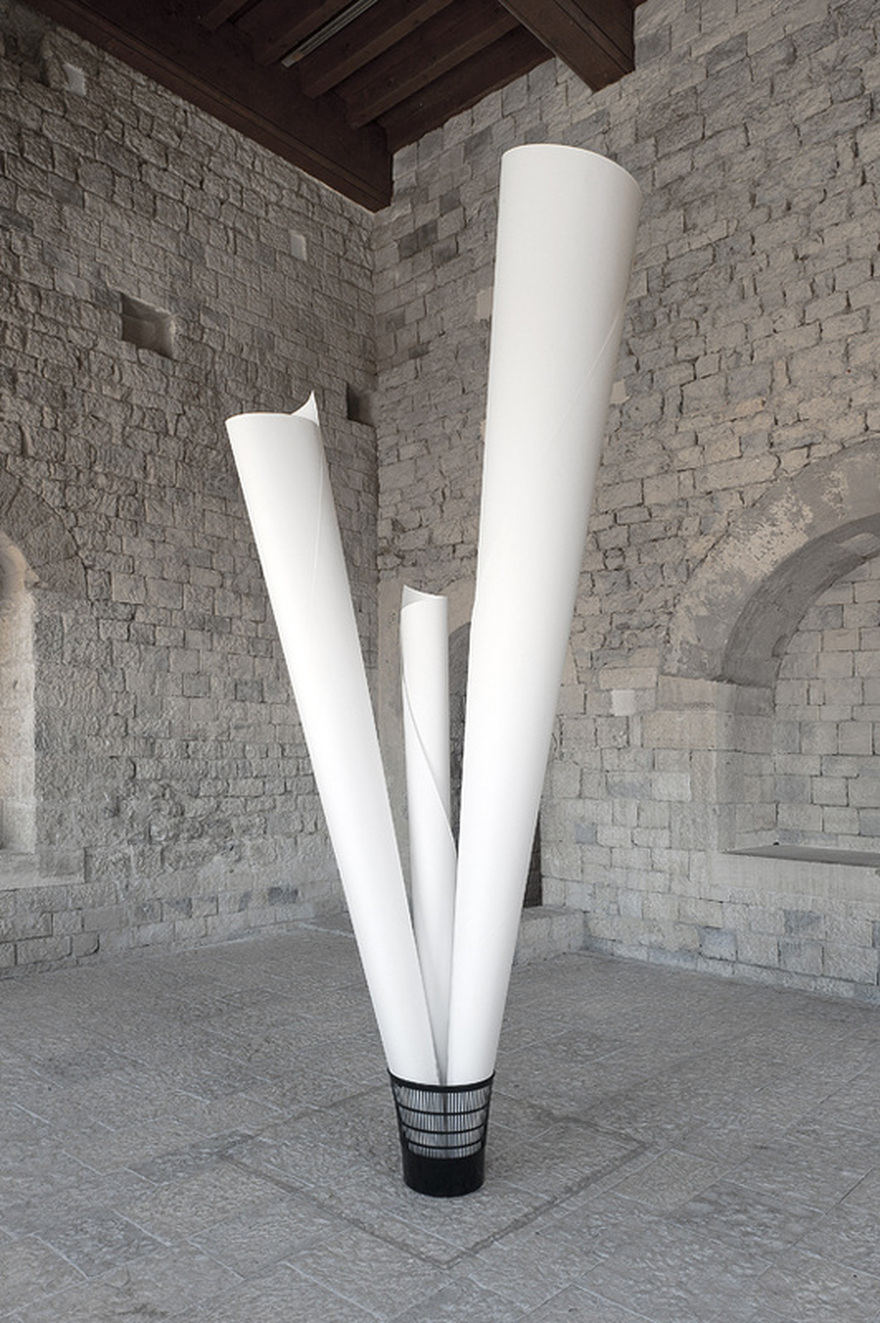
Emmanuel Régent, Mes plans sur la comète, 2006, papier, corbeille, plombs de plongée. Vue de l'exposition Sortir de son lit en parlant d'une rivière, 2012, CAC Château des Adhémar, Montélimar
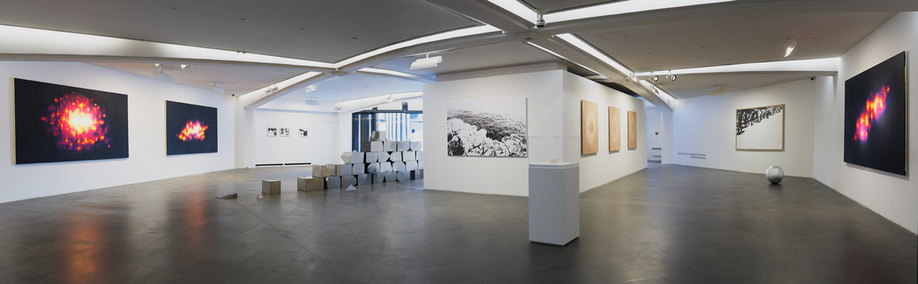
Emmanuel Régent, vue de l'exposition personnelle Sortir de son lit en parlant d'une rivière, 2013, Musée d'Art Moderne et d'Art Contemporain, Nice